# Ballabio
Ballabio là một đô thị trong tỉnh Lecco, trong vùng Lombardia của Ý, cự ly khoảng 50 km về phía đông bắc của Milan và khoảng 6 km về phía bắc của Lecco. Tại thời điểm ngày 31 tháng 12 năm 2004, đô thị này có dân số 3.627 người và diện tích là 15.0 km².
Ballabio giáp các đô thị: Abbadia Lariana, Cremeno, Lecco, Mandello del Lario, Morterone, Pasturo.